# Гладковское
Гладковское — село в Притобольном районе Курганской области России. Административный центр Гладковского сельсовета.

## География
Село находится на юге Курганской области, в пределах юго-западной части Западно-Сибирской равнины, в лесостепной зоне, на берегах реки Нижняя Алабуга, на расстоянии примерно 30 километров (по прямой) к юго-востоку от села Глядянского, административного центра района. Абсолютная высота — 145 метров над уровнем моря.

### Климат
Климат характеризуется как резко континентальный, с холодной продолжительной малоснежной зимой и тёплым сухим летом. Среднегодовая температура — 1,6 °C. Средняя температура воздуха самого холодного месяца (января) составляет −17,9 °C (абсолютный минимум — −47 °С); самого тёплого месяца (июля) — 19,3 °C (абсолютный максимум — 41 °С). Вегетационный период длится 168 дней. Годовое количество атмосферных осадков — 346 мм, из которых 263 мм выпадает в период с апреля по октябрь. Продолжительность периода с устойчивым снежным покровом равна 157 дням.

## Население
| 1989 | 2002 | 2010 |
| ---- | ---- | ---- |
| 463  | ↘408 | ↘334 |

### Гендерный состав
По данным Всероссийской переписи населения 2010 года в гендерной структуре населения мужчины составляли 47,6 %, женщины — соответственно 52,4 %.

### Национальный состав
Согласно результатам Всероссийской переписи населения 2002 года, в национальной структуре населения русские составляли 99 %.